# 紐馬基特 (明尼蘇達州)
紐馬基特（英語：New Market）是位於美國明尼蘇達州斯科特縣的一個非建制地區，於2007年1月1日與埃爾科合併為埃爾科紐馬基特。

## 地理
紐馬基特所處的海拔為高於海平面339米（即1112英呎），而該地所採用的時區為UTC-6，即北美中部時區（CST）。同時該地設有夏令時間，為UTC-6調快一小時，即UTC-5（CDT）。